# Houghia setinervis
Houghia setinervis là một loài ruồi trong họ Tachinidae.